# Parigi-Tours 2003
La Parigi-Tours 2003, novantasettesima edizione della corsa e valevole come prova della Coppa del mondo 2003, si svolse il 5 ottobre 2003, per un percorso totale di 257,5 km. Fu vinta dal tedesco Erik Zabel, al traguardo con il tempo di 5h24'55" alla media di 47,551 km/h.
Partenza con 196 corridori di cui 144 portarono a termine il percorso.

## Squadre e corridori partecipanti
| N.      | Cod. | Squadra                          |
| ------- | ---- | -------------------------------- |
| 1-8     | CSC  | Team CSC                         |
| 11-18   | SAE  | Saeco-Longoni Sport              |
| 21-28   | QSD  | Quick Step-Davitamon             |
| 31-38   | ALS  | Alessio                          |
| 41-48   | RAB  | Rabobank                         |
| 51-58   | FAS  | Fassa Bortolo                    |
| 61-68   | TEL  | Team Telekom                     |
| 71-78   | GST  | Gerolsteiner                     |
| 81-88   | LAM  | Lampre                           |
| 91-98   | LOT  | Lotto-Domo                       |
| 101-108 | DVE  | Domina Vacanze-Elitron           |
| 111-118 | COF  | Cofidis, le Crédit par Téléphone |

| N.      | Cod. | Squadra                           |
| ------- | ---- | --------------------------------- |
| 121-128 | BAN  | iBanesto.com                      |
| 131-138 | VIN  | Vini Caldirola-So.Di.             |
| 141-148 | USP  | US Postal Service p/b Berry Floor |
| 151-158 | PHO  | Phonak Hearing Systems            |
| 161-168 | A2R  | AG2R Prévoyance                   |
| 171-178 | C.A  | Crédit Agricole                   |
| 181-188 | ONE  | ONCE-Eroski                       |
| 191-198 | BLB  | Brioches La Boulangère            |
| 211-218 | FDJ  | fdjeux.com                        |
| 221-228 | COA  | Team Bianchi                      |
| 231-238 | DEL  | Jean Delatour                     |
| 241-248 | LAN  | Landbouwkrediet-Colnago           |

## Ordine d'arrivo (Top 10)
| Pos. | Corridore           | Squadra         | Tempo    |
| ---- | ------------------- | --------------- | -------- |
| 1    | Erik Zabel          | Team Telekom    | 5h24'55" |
| 2    | Alessandro Petacchi | Fassa Bortolo   | s.t.     |
| 3    | Stuart O'Grady      | Crédit Agricole | s.t.     |
| 4    | Baden Cooke         | Fdjeux.com      | s.t.     |
| 5    | Franck Renier       | La Boulangère   | s.t.     |
| 6    | Julian Dean         | Team CSC        | s.t.     |
| 7    | Stefano Zanini      | Saeco           | s.t.     |
| 8    | Luca Paolini        | Quick Step      | s.t.     |
| 9    | Fred Rodriguez      | Vini Caldirola  | s.t.     |
| 10   | Peter Van Petegem   | Lotto-Domo      | s.t.     |